# Mary Robinette Kowal
Mary Robinette Kowal (Raleigh, 8 februari 1969) is een Amerikaans schrijfster en poppenspeelster. Ze diende twee jaar als secretaris van de Science Fiction and Fantasy Writers of America en werd in 2010 verkozen tot vicepresident van de SFWA . In 2008 won ze de John W. Campbell Award for Best New Writer.
Kowal werkt sinds 1989 als professioneel poppenspeelster en speelde onder andere voor Center for Puppetry Arts, Jim Henson Productions en haar eigen productiebedrijf Other Hand Productions. Ze werkte ook twee seizoenen lang aan de televisieserie LazyTown in IJsland.
Haar debuut, Shades of Milk and Honey, werd in 2010 genomineerd voor een Nebula Award for Best Novel. Twee van haar kortverhalen werden ook genomineerd voor een Hugo Award for Best Short Story. Kowal won later daadwerkelijk een Nebula Award, een Hugo Award en een Locus Award voor haar boek The Calculating Stars (2018), een prequel voor haar eigen kortverhaal The Lady Astronaut of Mars uit 2012.
Kowal werd in 2011 een fulltime lid van de podcast Writing Excuses met schrijvers Brandon Sanderson en Dan Wells.

## Biografie

### Losstaand
- 2016 - Ghost Talkers
- 2016 - Forest of Memory  (novelle)
- 2022 - The Spare Man

### Series
Glamourist Histories
- 2010 - Shades of Milk and Honey
- 2012 - Glamour in Glass
- 2013 - Without a Summer
- 2014 - Valour and Vanity
- 2015 - Of Noble Family

Lady Astronaut Universe
- 2018 - The Calculating Stars (Hugo Award, Nebula Award en Locus Award)
- 2018 - The Fated Sky
- 2020 - The Relentless Moon

Collecties
- 2009 - Scenting the Dark and Other Stories
- 2015 - Word Puppets

Kinderboek
- 2022 - Molly on the Moon